# Tschapajewsk
Tschapajewsk (russisch Чапа́евск) ist eine russische Stadt mit 72.692 Einwohnern (Stand 14. Oktober 2010) in der Oblast Samara. Sie liegt 43 Kilometer südwestlich der Gebietshauptstadt Samara an der Tschapajewka, einem Nebenfluss der Wolga. Von 1927 bis 1929 trug die Stadt den Namen Trozk (Троцк).

## Geschichte
Tschapajewsk entstand Anfang des 20. Jahrhunderts, als in der Nähe der heutigen Stadt im Jahre 1909 im Auftrag des russischen Militärs damit begonnen wurde, eine Sprengstofffabrik zu bauen. Bereits zwei Jahre später entstand ebendort eine chemische Fabrik, was vor allem die Entwicklung von Chemiewaffen zum Ziel hatte. Seitdem war der Name der Stadt mehrere Jahrzehnte lang untrennbar mit der russischen Chemiewaffenproduktion verbunden. Fabrikerweiterungen und der Aufbau neuer Betriebe während des Ersten Weltkriegs führten zur Entstehung der Arbeitersiedlung Iwaschtschenkowo. Diese erhielt am 23. August 1927 den Status einer Stadt und wurde, wie mehrere andere kleinere Siedlungen, zu Ehren des Revolutionärs und Ideologen Leo Trotzki (russische Schreibweise Trozki) in Trozk umbenannt. Knapp zwei Jahre später (also etwa Mitte 1929) erfolgte eine erneute Umbenennung in Tschapajewsk, anlässlich des zehnten Todestages des Heerführers Wassili Tschapajew. (Der Fluss Tschapajewka war bereits 1927 nach demselben Mann umbenannt worden.)
In den nächsten Jahren wuchs die Stadt kontinuierlich um neue Industriebetriebe und Wohnsiedlungen; auch nach dem Zweiten Weltkrieg setzte sich die Entwicklung hin zu Industriestadt weiter fort.

### Bevölkerungsentwicklung
| Jahr | Einwohner |
| ---- | --------- |
| 1939 | 58.050    |
| 1959 | 83.263    |
| 1970 | 86.099    |
| 1979 | 84.607    |
| 1989 | 97.984    |
| 2002 | 73.912    |
| 2010 | 72.692    |

Anmerkung: Volkszählungsdaten

## Zeitgeschehen
Am 4. März 2024, gegen 06.00 Uhr Ortszeit UTC+4 während des Russisch-Ukrainischen Kriegs wurde eine Eisenbahnbrücke  nahe der Stadt über den Fluss Tschapajewka, durch Sprengung unpassierbar gemacht.

## Umweltverschmutzung
Nach wie vor ist Tschapajewsk reich an Industrie, die insbesondere durch das Chemiewerk Polymer repräsentiert wird, das bis Mitte des 20. Jahrhunderts an der Produktion sowjetischer Chemiewaffen beteiligt war. Noch heute gilt das Werk als einer der größten Umweltsünder der Region, was dazu führte, dass Tschapajewsk im Jahre 1999 von einer UNO-Kommission zum ökologischen Notstandsgebiet erklärt wurde.
Bei einem Treffen mit Kreml-Vertretern im April 2008 kündigte der damalige Bürgermeister von Tschapajewsk Nikolai Malachow an, dass er die Stadt schließen und die gesamte Bevölkerung umsiedeln wolle. Aufgrund der großen Umweltverschmutzung durch die mittlerweile geschlossenen Rüstungsfabriken sterben in der Stadt dreimal mehr Menschen an Krebs und Tuberkulose als in der restlichen Oblast Samara.

## Söhne und Töchter der Stadt
- Sergei Awdejew (* 1956), Kosmonaut
- Wiktor Alexejewitsch Korotejew (1937–2021), Geologe, Vulkanologe und Hochschullehrer